# Hartz (mythologie basque)
Pour les articles homonymes, voir Hartz.

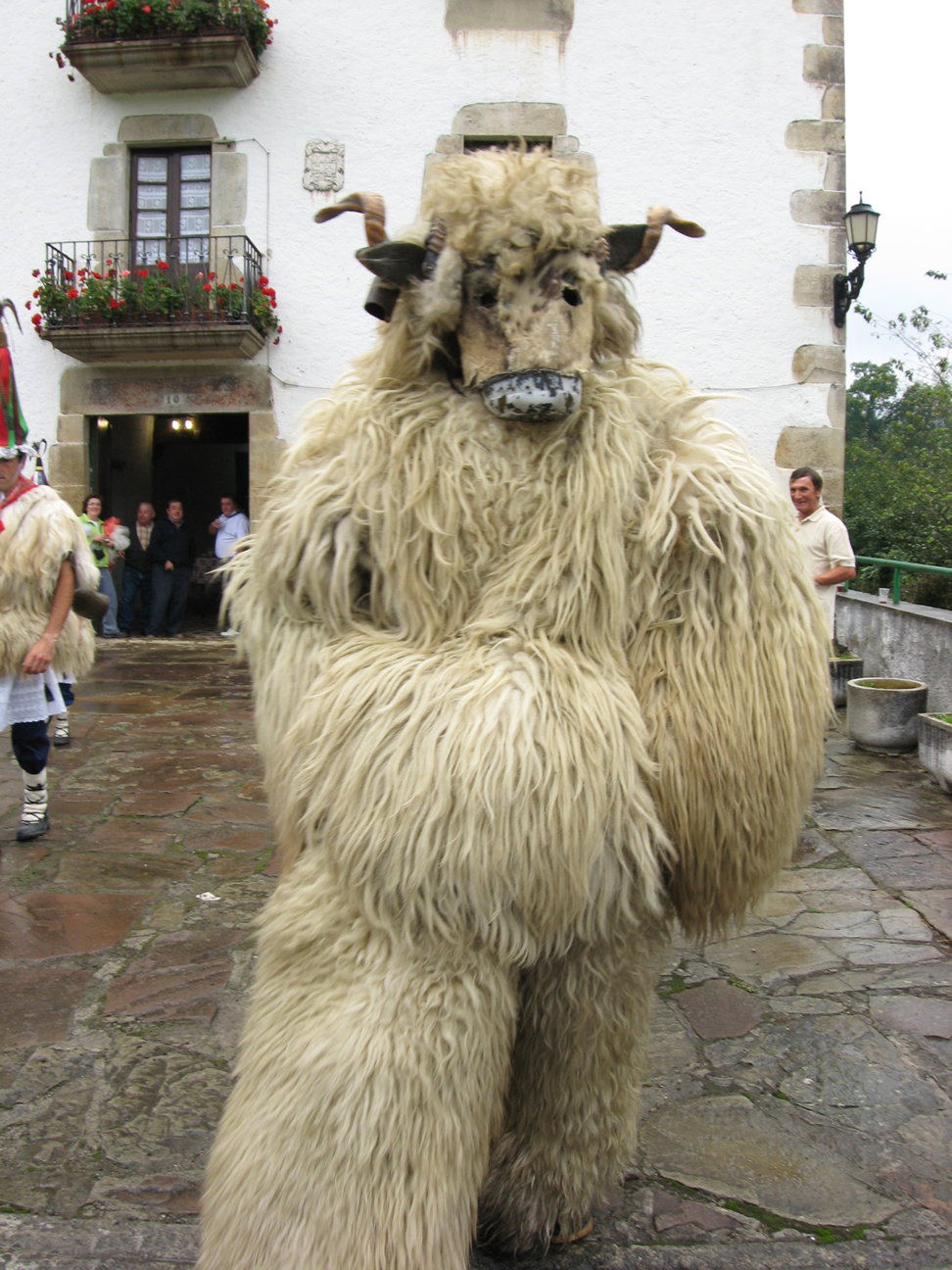
Hartza (l'ours) au Pays basque.

Hartza qui signifie « ours, ourse » en basque, est un symbole de résurrection dans un grand nombre de mythologies, un des personnages centraux dans les carnavals basques qui se déroulent en hiver, et, même parfois un symbole religieux.
Plusieurs légendes basques évoquent la naissance d'un être supérieur dans des grottes: « Hartz-Kume » publié par Mayi Ariztia, 1982 ; « Joantxo Artza » publié par José Miguel de Barandiaran, 1972 ; « Harxko » publié par Jean Barbier, 1931. Ce personnage descend d'une femme qui a été capturée par un ours, et bien que sa filiation avec l'ours ne soit jamais précisée, il est toujours doté d'une force extraordinaire et d'une pilosité considérable. D'ailleurs, il réussit à déplacer l'énorme pierre qui scelle l'entrée de la grotte où sa mère était piégée à l'âge de cinq ans. Plus fort que tous les gens de son village, il cherche des amis qui, comme lui, sont dotés de pouvoirs extraordinaires, mais reste le plus fort et le plus intelligent, se distinguant avant tout par ses capacités d'aller et venir dans maison du Deabru (diable),.

## Ours, ancêtre de l'homme
Selon Txomin Peillen, les chasseurs de Sainte-Engrâce révèlent que les anciens considéraient l'ours comme l'ancêtre de l'homme et qu'il n'était pas considéré comme gibier, contrairement au reste de l'Europe. L'ours est aussi un animal dont la silhouette évoque l'homme, croyance que l'on retrouve chez les Inuits. Il faut souligner à l'inverse, que dans plusieurs légendes pyrénéennes, c'est l'ours qui a pour ancêtre l'homme. D'ailleurs les Basques disent Lehenagoko eüskaldünek gizona hartzetik jiten zela sinhesten zizien c'est-à-dire que « les premiers hommes basques ont été fabriqués à partir des ours ».

## Carnavals basques

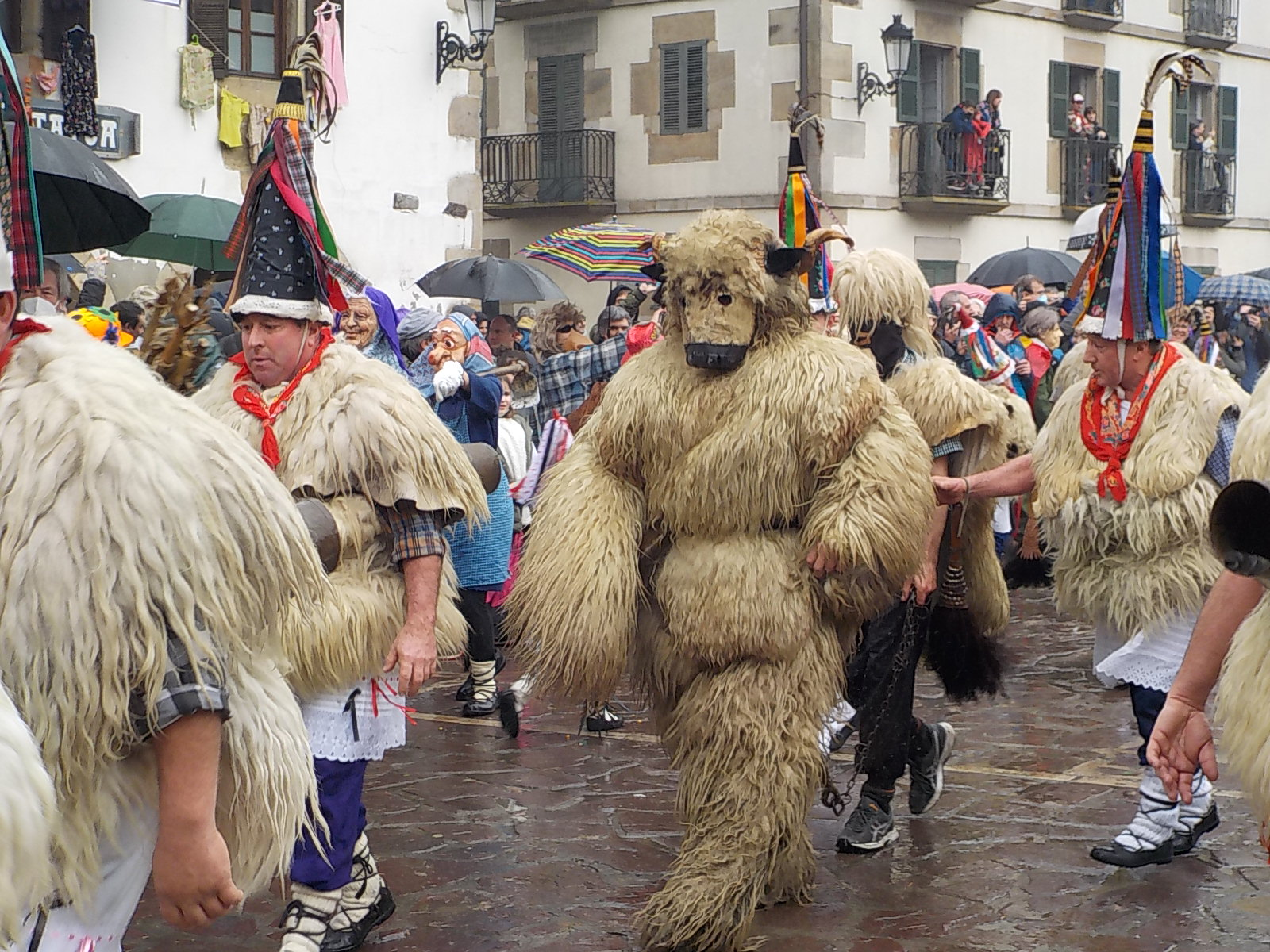
Hartza et les Joaldunak sur la place d'Ituren.

C'est un personnage présent dans de nombreux carnavals basques comme celui de Zubieta-Ituren qui sort à Aurtitz, d'Arizkun qui sort le Mardi gras ou de Saint-Jean-de-Luz-Ciboure (Donibane Ziburuko Ihauteriak) avec l'Hartzaren eguna (le jour de l'ours). Hartza est plus ou moins aujourd'hui amusant, à courir encore après les filles et les enfants pour essayer de les attraper, de les mâchurer et de les renverser. Il est aussi présent dans les carnavals de Markina-Xemein en Biscaye et de Zalduendo en Alava.
Selon Thierry Truffaut, « A travers les témoignages, vus, entendus, par nous même et ceux recueillis par les ethnographes du XIXe et XXe siècle, nous pouvons retracer une sortie d’ours carnavalesque en Pays basque. Une troupe de jeunes hommes masqués et déguisés avec des peaux de bêtes se constituait. Certains avaient le visage noirci et portaient un bâton au bout duquel était attachée une vessie de porc gonflée. Ils se rendaient tous dans un lieu isolé du village, bien défini (grotte, maison éloignée, en hauteur, quartier Cagot...), le 2 Février premier jour possible du Mardi-Gras. Là ils faisaient beaucoup de bruit afin de réveiller l’ours. Ce rôle était joué par un jeune habillé avec des peaux de brebis et enivré pour l’occasion. Capturé puis enchaîné ce dernier était conduit à travers le village par un montreur habillé chaque fois avec un costume évoquant les gitans, les bohémiens, ou les Tziganes(...) De temps en temps, l’ours s’échappait et courait derrière les filles pour les noircir avec ses pattes enduites de suif puis en les roulant par terre il faisait semblant de les violer. Pendant ce temps les personnages masqués frappaient tout le monde avec leur vessie. Souvent les femmes étaient sauvées par des hommes armés de bâton qui battaient l’ours lors d’une danse où ce dernier tombait mort puis ressuscitait en lui soufflant dans le «cul» avec un soufflet. »

### Zubieta-Ituren
Le derniers jours de janvier, le premier Hartza à sortir est un ours cornu avec un montreur habillé de façon bariolé comme certains bohémiens. On est proche donc de la date du 2 Février donnée généralement pour être celle de la déshibernation de l'ours en Europe à travers les dictons et croyances populaires comme celui-ci « si le soleil paraît le jour de la chandeleur, l’ours sort de sa tanière: il fait deux ou trois sauts et rentre dans son antre pour ne plus en sortir pendant quarante jours » par contre s'il fait gris et froid l'ours sort et l'hiver est alors fini.

### Arizkun

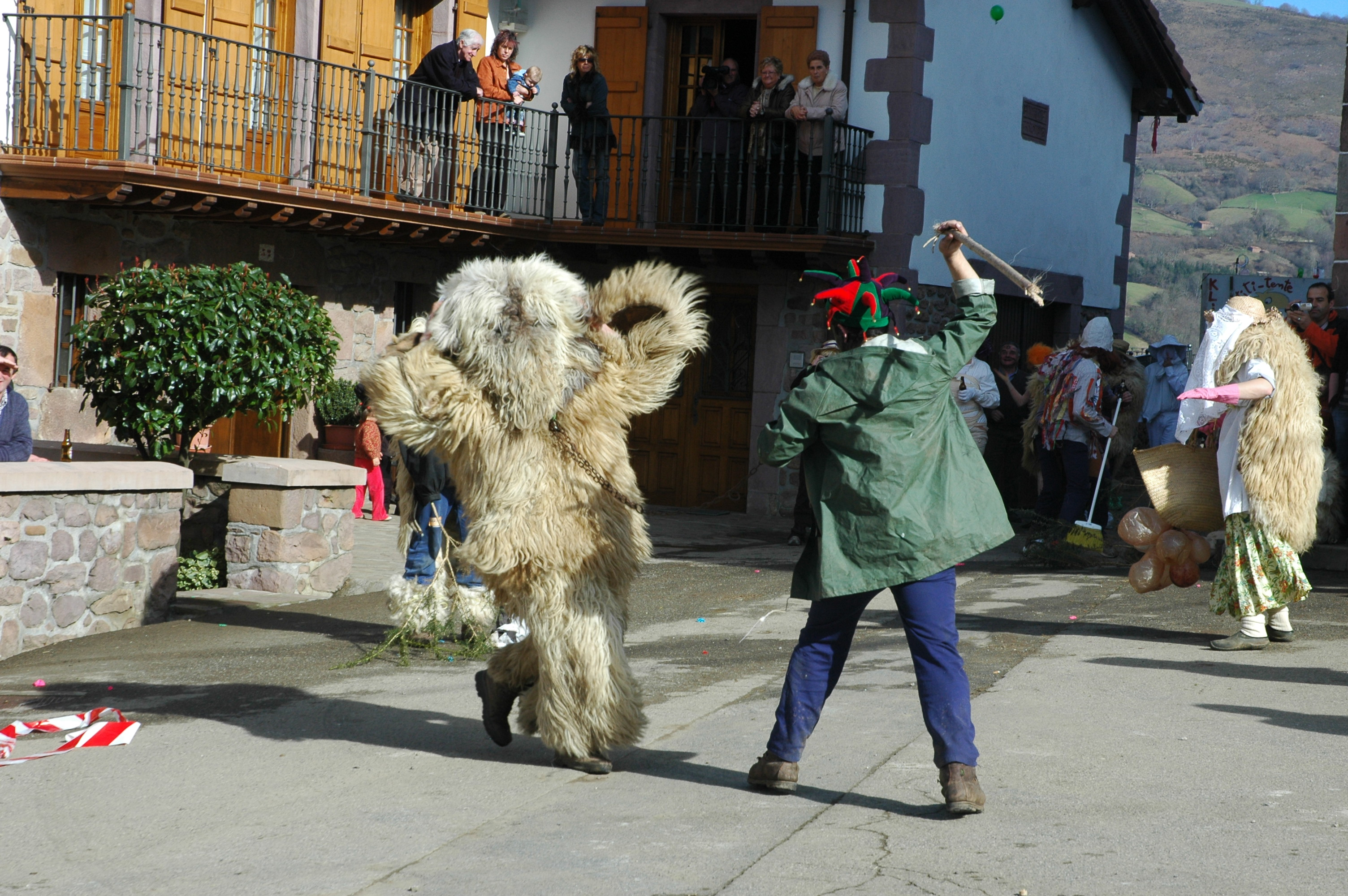
Hartza et hartzazaina à Arizkun.

Hartza est le personnage principal du carnaval d'Arizkun. L'ours est accompagné d’une horde semblable en laideur à ceux précédemment décrits, ils frappent parfois très violemment avec des vessies les femmes et les gens présents. Dans ce village, le jour du Corpus, les habitants choisissent parmi les leurs généralement deux damuñ etxazainak (fermiers, métayers) principaux, deux damuñ laguntzaileak (assistants) et deux damuñ etxekoandreak (maîtresses de maison). Damuñ  signifie txistulari ou « joueur de txistu ».
Le dimanche de la semaine du Corpus, quatre damuñ dansent sur la place publique, les damuñ principaux et les assistants. Ils font la même chose le dimanche et le lundi de carnaval.
Le dimanche du Carnaval, les jeunes prennent leur petit déjeuner à la taverne du village et vont faire la quête de porte en porte (puska biltza littéralement « le ramassage de morceaux (de victuaille) »). S'il y a une fille en arrivant à la maison, les jeunes dansent. À quatre heures de l'après-midi, ils mangent ce qu'ils ont ramassé à l'auberge, puis ils retournent à l'enparanza (la place) pour danser. 
Aujourd'hui encore, les villageois mangent, boivent et font beaucoup de bruit dans chaque maison. Le soir, les filles rentrent chez elles et les garçons vont à la taverne pour le dîner. Les damuñ etxazainak et les damuñ laguntzaileak, vont quant à eux, dîner chez une damuñ etxekoandrea  le lundi soir du carnaval.

## Religion
L'ours associé au diable, l'ours devint son animal favori ou l'une de ses formes. Dans l'iconographie chrétienne, le diable possède souvent les pieds, le mufle et le pelage d'un ours, et prend la forme de l'animal dans les rêves des saints, des rois et des moines.